# Ostbayernring

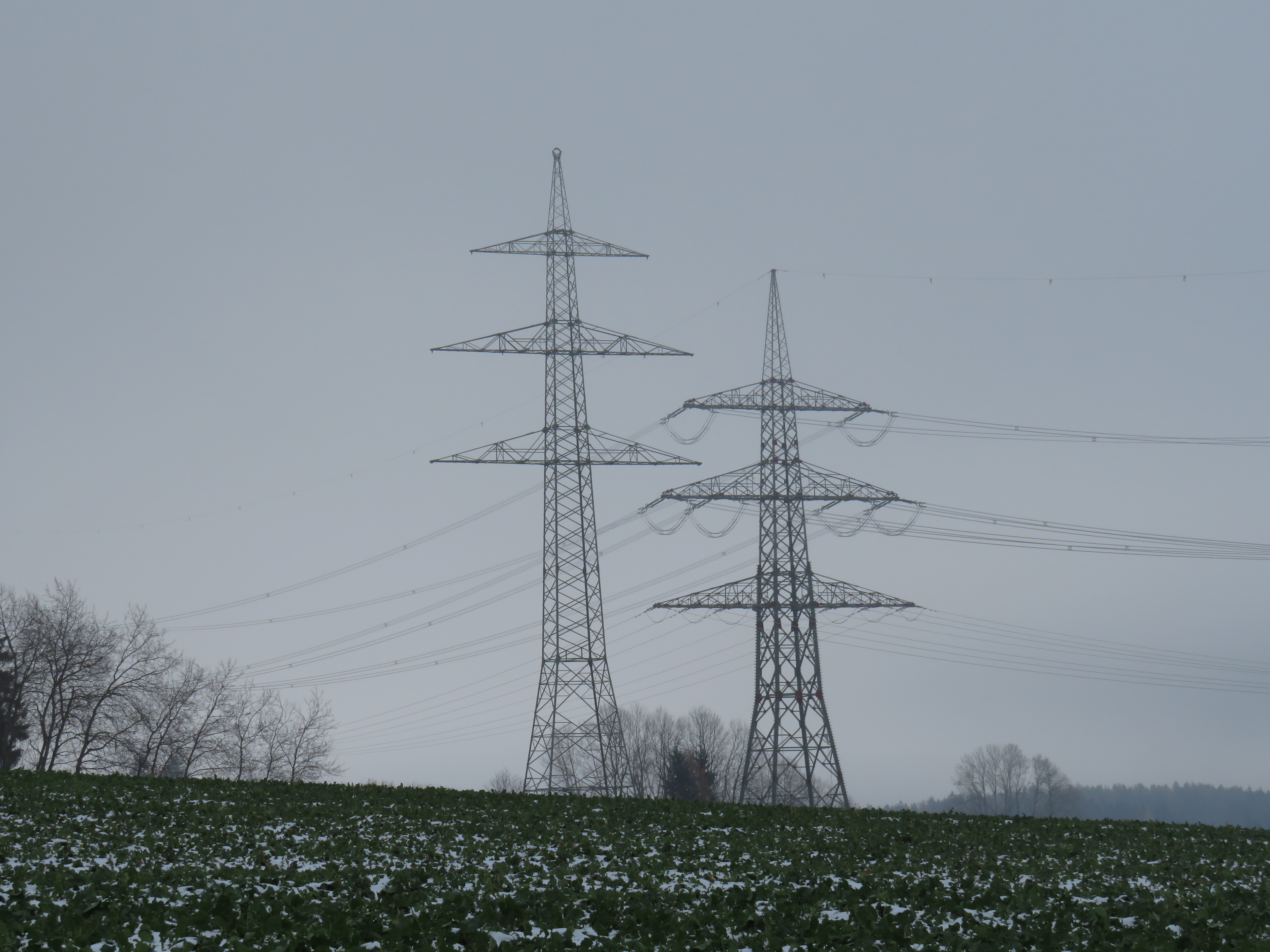
Ostbayernring bei Marktleugast: Alte und neue Leitungstrasse

Als Ostbayernring wird eine 185 km lange Drehstrom-Freileitung für 380 kV Spannung bezeichnet, die vom Umspannwerk Redwitz in Oberfranken über die Umspannwerke Mechlenreuth und Etzenricht nach Schwandorf in der Oberpfalz verläuft. Sie entstand Anfang der 1970er Jahre, als das Bayernwerk sein Stromnetz auf der Höchstspannungsebene erstmals groß ausbaute, um die Standorte wichtiger Kraftwerke miteinander zu verbinden.
Im Zuge der Energiewende wird die Leitungsverbindung vom Übertragungsnetzbetreiber TenneT TSO durch einen Neubau auf gleicher Trasse ersetzt, der eine höhere Übertragungskapazität aufweist als die alte Leitung. Dieses Projekt steht auch im Zusammenhang mit dem Neubau von Nord-Süd-Höchstspannungstrassen, etwa der in Westen anschließenden Thüringer Strombrücke.

## Leitungsverlauf
Der erste Abschnitt von Redwitz bis Mechlenreuth ist seit Oktober 2022 als Neubauleitung mit zwei 380-kV-Stromkreisen in Betrieb. Die Leitung beginnt am 380-/110-kV-Umspannwerk Redwitz und führt in östliche Richtung aus der Schaltanlage hinaus. Auf den ersten Kilometern sind neben den beiden 380-kV-Stromkreisen auf einer zusätzlichen Traverse unterhalb noch zwei 110-kV-Kreise montiert, die nördlich von Burgkunstadt nach Norden in Richtung Kronach abzweigen. Auf den Höhen oberhalb des Maintals geht es ab Stadtsteinach durch den südlichen Frankenwald, wo bei Guttenberg zwei 110-kV-Kreise von Kulmbach her auf die Trasse treffen und auf denselben Masten verlaufen. Von diesen zweigt bei Marktleugast eine Stichleitung zum dortigen Umspannwerk ab. Nordwestlich von Münchberg liegt das gleichnamige Umspannwerk unmittelbar an der Leitungstrasse, dort münden die 110-kV-Kreise ein, während zwei weitere 110-kV-Kreise östlich der Anlage wieder auf dieselben Masten führen. Sie überquert die Bundesautobahn 9 und führt anschließend nördlich und östlich um Münchberg herum zum 380-/220-/110-kV-Umspannwerk Mechlenreuth.
Ab Mechlenreuth besteht (Stand Januar 2023) noch die Trasse aus den 1970er Jahren mit einem 380-kV- und einem 220-kV-Stromkreis. Zunächst nach Osten und bei Erreichen des Fichtelgebirges nach Südosten, geht es an Kirchenlamitz und Marktleuthen vorbei. Bei Thiersheim wird die Bundesautobahn 93 überquert. Unmittelbar hinter der Querung der Bezirksgrenze zum Regierungsbezirk Oberpfalz schwenken bei Konnersreuth wieder zwei 110-kV-Stromkreise von Arzberg kommend auf die Trasse. Nachdem von diesen eine Stichleitung zum Umspannwerk Waldsassen abzweigt, geht es in südliche Richtung an Mitterteich vorbei. Dabei wird die BAB 93 zweimal überquert, östlich der Autobahn zweigt eine 110-kV-Leitung zum Umspannwerk Mitterteich ab. Weitere 110-kV-Abzweige folgen südlich zum Umspannwerk Wiesau und zum Umspannwerk Tirschenreuth. Nach Osten schwenkend, wir die BAB 93 zum vierten Mal überquert und die 110-kV-Stromkreise münden in das Umspannwerk Windischeschenbach. Wieder in südliche und dann südöstliche Richtung, folgt eine 110-kV-Stichleitung zum Umspannwerk Latsch, ehe das 380-/110-kV-Umspannwerk Etzenricht erreicht ist. Dort besteht eine zweikreisige 380-kV-Verbindung mit dem tschechischen Stromnetz.
Von Etzenricht aus führt der dritte Abschnitt des Ostbayernrings nach Süden, oberhalb des Naabtals entlang der BAB 93. Bei Wernberg-Köblitz schwenkt sie vom Naabtal weg nach Südosten, dann wieder nach Süden, und überquert die Bundesautobahn 6. Bei Schwarzenfeld ist das hier sehr breite Naabtal wieder erreicht, dort verläuft die Leitung wieder nach Süden und westlich an Schwandorf vorbei, parallel zur 110-kv-Leitung von Schwandorf nach Schwarzenfeld. Südlich der Stadt mündet die Leitung dann ins Umspannwerk Schwandorf, das als 380-/220-/110-kV-Anlage einen wichtigen Knoten im ostbayerischen Stromnetz bildet. Weitere Leitungen auf Höchstspannungsebene führen auf der 220-kV-Ebene von Schwandorf zum Umspannwerk Ludersheim und nach Regensburg sowie eine kombinierte 220-/380-kV-Leitung auf denselben Leitungsmasten wie der Ostbayernring zum Umspannwerk Pleinting.

## Geschichte

### Bau
Anfang der 1960er Jahre plante das Bayernwerk den Einstieg ins 380-kV-Verbundnetz, da durch den gestiegenen Stromverbrauch infolge des Wirtschaftswunders Kraftwerkskapazitäten in Bayern massiv ausgebaut wurden. Zusätzlich wurde der Einstieg in die Kernenergie stark forciert. Das bisherige bayerische Höchstspannungsnetz bestand bis in die 1950er Jahre, von den RWE-Leitungen im Versorgungsgebiet der Lechwerke (Bayerisch-Schwaben) abgesehen, ausschließlich aus 220-kV-Leitungen: Zum einen die noch bestehenden Abschnitte der 1941 in Betrieb genommenen Reichssammelschiene (Würgau–Ludersheim–Altheim–St. Peter), zum anderen die Leitung Ludersheim–Aschaffenburg und ein Anschluss des Kraftwerks Schwandorf ans Umspannwerk Ludersheim. Mitte der 1960er Jahre entstand erstmals ein Ringschluss mit den Leitungen Aschaffenburg–Bergrheinfeld–Schweinfurt und Bergrheinfeld–Eltmann–Würgau, außerdem ein Anschluss des Kraftwerks Pleinting zum Umspannwerk St. Peter.
Erstmals ein 380-kV-Gestänge wurde bei der 1968 fertiggestellten Leitung Schwandorf–Pleinting eingesetzt. Diese Leitung bildete durch die Verknüpfung zweier Kraftwerkstandorte einen zweiten Ringschlusse. Die hierbei verwendeten Masten wurden eigens vom Bayernwerk entwickelt und nahmen zunächst einen 220-kV-Stromkreis auf. Zur selben Zeit begann auch die Realisierung des dritten Ringschlusses zwischen dem oberpfälzischen Schwandorf und dem Umspannwerk Würgau in Oberfranken. Aufgrund der Funktion des Ringschlusses und dem Verlauf im (Nord)osten Bayerns kam diese Leitung zu ihrem Namen.
Das erste Teilstück wurde 1970 zwischen den Umspannwerken Schwandorf und Etzenricht fertiggestellt. 1972 folgte der nördlichste Abschnitt zwischen Redwitz und Mechlenreuth. Hierfür wurde der bislang mit 110 kV betriebene Abschnitt Würgau–Redwitz der Reichssammelschiene wieder auf die ursprünglichen 220 kV hochgestuft und das bestehende 110-kV-Umspannwerk Redwitz um eine 220-kV-Schaltanlage erweitert. Der Lückenschluss der Leitung zwischen Mechlenreuth und Etzenricht folgte 1973. Im Oktober 1974 ging die Leitung auf voller Länge mit einem 220-kV-Stromkreis in Betrieb.
Neben einem Ringschluss im bestehenden 220-kV-Netz bildet der Ostbayernring auch den östlichen Teil eines damals in Bau befindlichen gesamtbayerischen Höchstspannungsrings. Die Leitungen, die die westliche Ringhälfte bilden, wurden etwa zur selben Zeit realisiert. Dabei handelt es sich um die Leitungen Bergrheinfeld–Raitersaich–Ingolstadt–Ottenhofen–Niederaichbach–Pleinting. Hier wurde im September 1976 erstmals ein Stromkreis unter 380 kV Spannung gestellt.

### Umstellung auf 380kV
Im „Bauprogramm 1987“ des Bayernwerks war eine Vollendung des 380-kV-Rings für das Jahr 1992 vorgesehen. Die Wende und friedliche Revolution in der DDR verschaffte diesem Vorhaben weiteren Auftrieb, da nun auch eine Kuppelleitung mit dem ostdeutschen Stromnetz realisiert werden sollte. Schon 1988 wurde auf der Leitung Pleinting–Schwandorf und im Abschnitt Schwandorf–Etzenricht ein 380-kV-Stromkreis aufgelegt und in den Umspannwerken Schwandorf und Etzenricht je ein 300-MVA-Koppeltransformator 380/110 kV installiert. Letzter Baustein im Ringschluss war der Umbau des Umspannwerks Redwitz auf 380 kV. Dieser erfolgte zusammen mit den Leitungsneubauten Grafenrheinfeld–Würgau–Redwitz und Redwitz–Remptendorf bis 1991. In Betrieb ging der 380-kV-Stromkreis zwischen Redwitz und Etzenricht am 24. Januar 1992. In Verbindung hiermit stand auch der Bau der ersten Koppelleitung zwischen westdeutschem und tschechischem Stromnetz über eine Gleichstromkurzkupplung.
Die an den Tragmasten installierten Langstabisolatoren (2-er Kette bei 220 kV, 3-er Kette bei 380 kV) weisen eine auffällige Anordnung aus: Die innenliegende Phase der zweiten Traverse ist an einem Isolator befestigt, der wiederum von zwei v-förmig angeordneten Isolatorketten gestützt wird. Diese Art der Befestigung dient dazu, um den Mindestabstand bei dem 380-kV-System zum Mast auch bei Wind zu gewährleisten. Bei starken Seitenwind würde sonst die Gefahr bestehen, dass dieser im Vergleich zum 220-kV-System längere Isolator aufgrund der relativ schmalen Traverse zu nah an den geerdeten Mast gelangen könnte. Bei dem parallel geführten 220-kV-System ist aufgrund der niedrigeren Betriebsspannung und geringer Sicherheitsabstände diese Art der Leiterseilaufhängung nicht nötig.
Beim Bau der 380-kV-Anlage im Umspannwerk Etzenricht und der dortigen Gleichstromkurzkopplung wurde südlich des Umspannwerks der Leitungsverlauf leicht geändert und einige neue Masten errichtet. Das Umspannwerk Mechlenreuth erhielt erst 2001/02 eine 380-kV-Anlage und einen 380-/110-kV-Koppeltransformator.

## Neubau
Da die aktuelle Leitung aufgrund der zunehmenden Einspeisung erneuerbarer Energien, vorrangig aus neuen Windparks in Oberfranken und der Oberpfalz, sowie durch das Fehlen größerer Kraftwerke im ostbayerischen Raum regelmäßig an ihre Kapazitätsgrenzen stößt, soll der 185 km lange Abschnitt zwischen Redwitz und Schwandorf durch einen Neubau mit zwei 380-kV-Stromkreisen ersetzt werden. Im Bundesbedarfsplangesetz von 2013 ist der Ersatzneubau der Leitung als Maßnahme Nr. 18 aufgenommen. Das Raumordnungsverfahren hierzu ist bereits Ende 2016 abgeschlossen worden.
Im Netzentwicklungsplan Strom 2019–2030 wurde das Vorhaben in das Startnetz aufgenommen.
Gegen den geplanten Neubau der Freileitung haben sich mehrere Bürgerinitiativen gebildet. Forderungen sind unter anderem die Verlegung als Erdkabel oder die Verwendung sogenannter Kompaktmasten.
Das Planfeststellungsverfahren wird seit Mai 2018 in vier Abschnitten durchgeführt. TenneT veranstaltet projektbegleitend 'Infomärkte' für die betroffene Bevölkerung.

### Abschnitt Redwitz – Mechlenreuth
Der Antrag auf Planfeststellung wurde im Abschnitt Redwitz – Mechlenreuth am 17. Mai 2018 eingereicht. Am 27. und 28. Januar 2020 fand ein Erörterungstermin im Planfeststellungsverfahren für den Abschnitt Redwitz – Mechlenreuth statt.

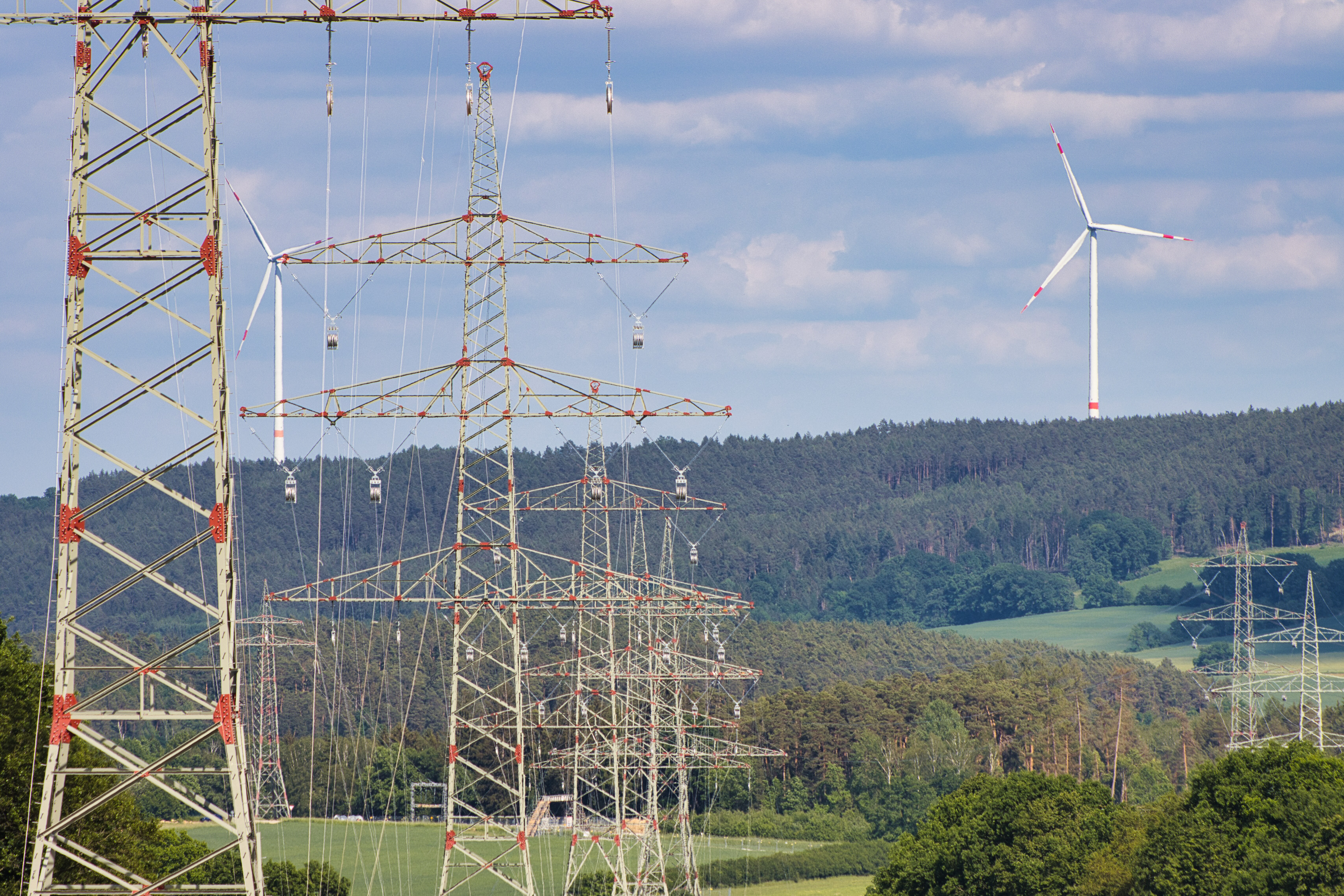
Blick von Ebneth Richtung Osten (Mechlenreuth) auf die neu errichteten Masten 2022

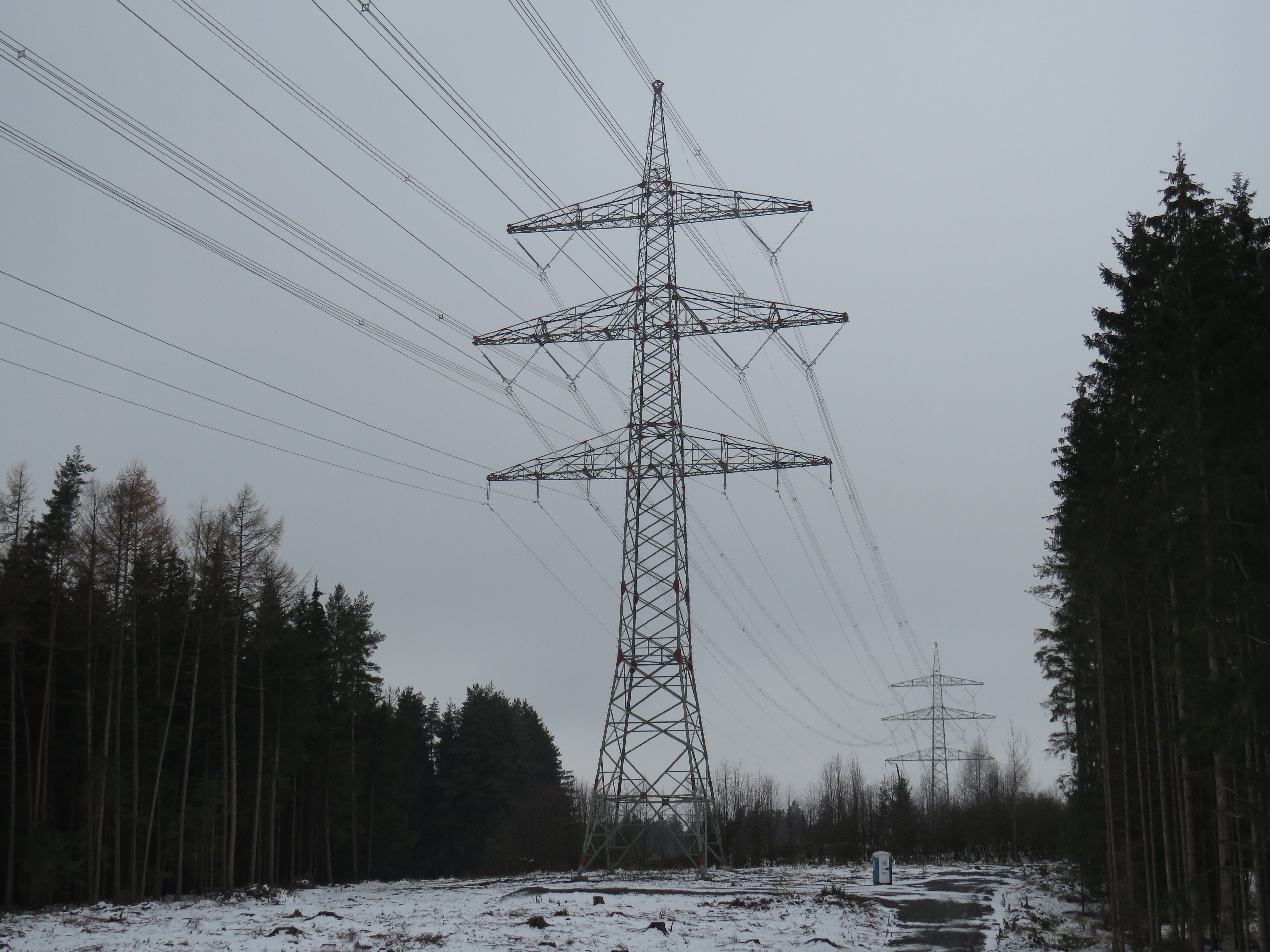
Mast 88 der Neubauleitung
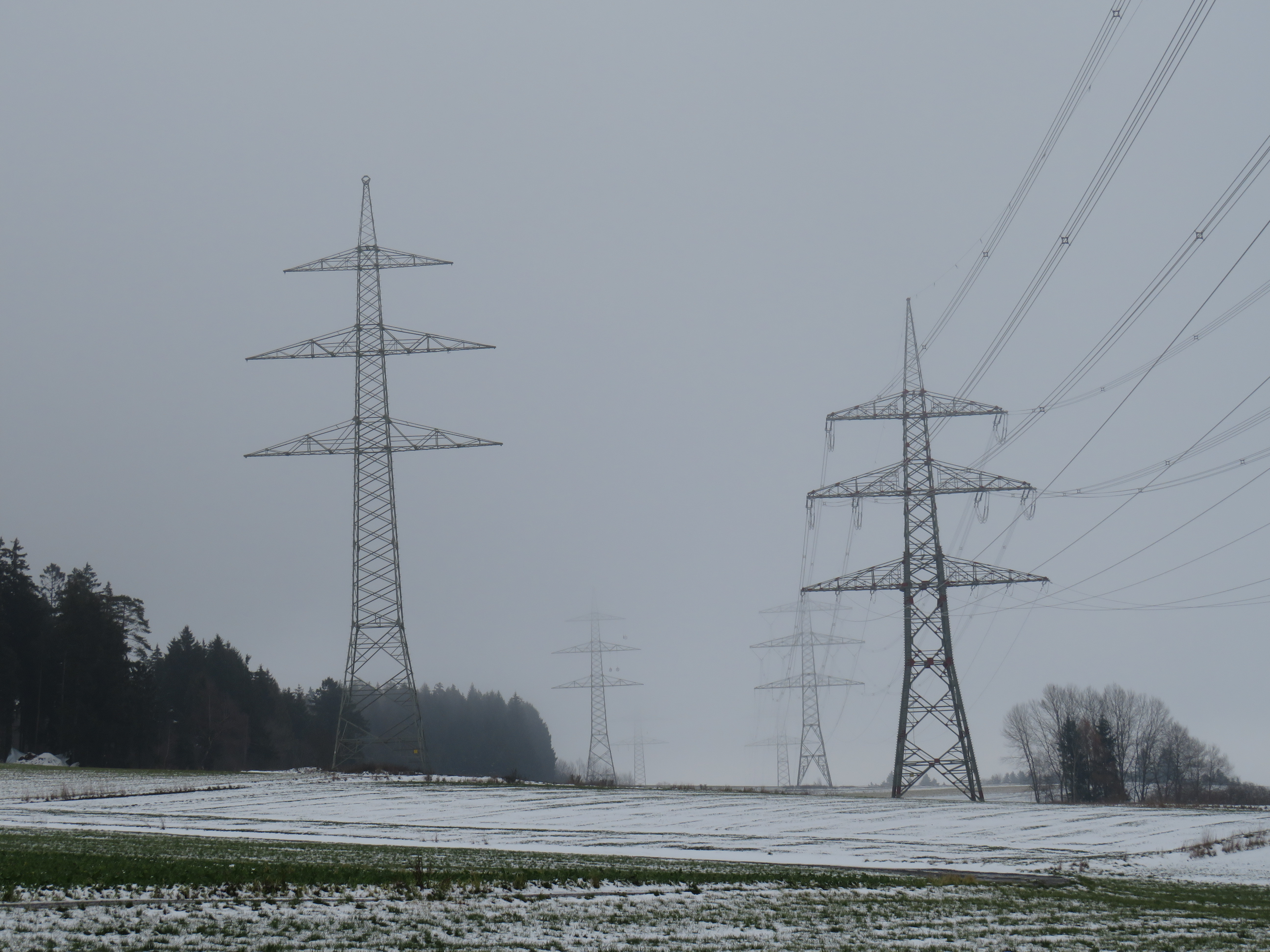
Links alter, rechts neuer Mast 89
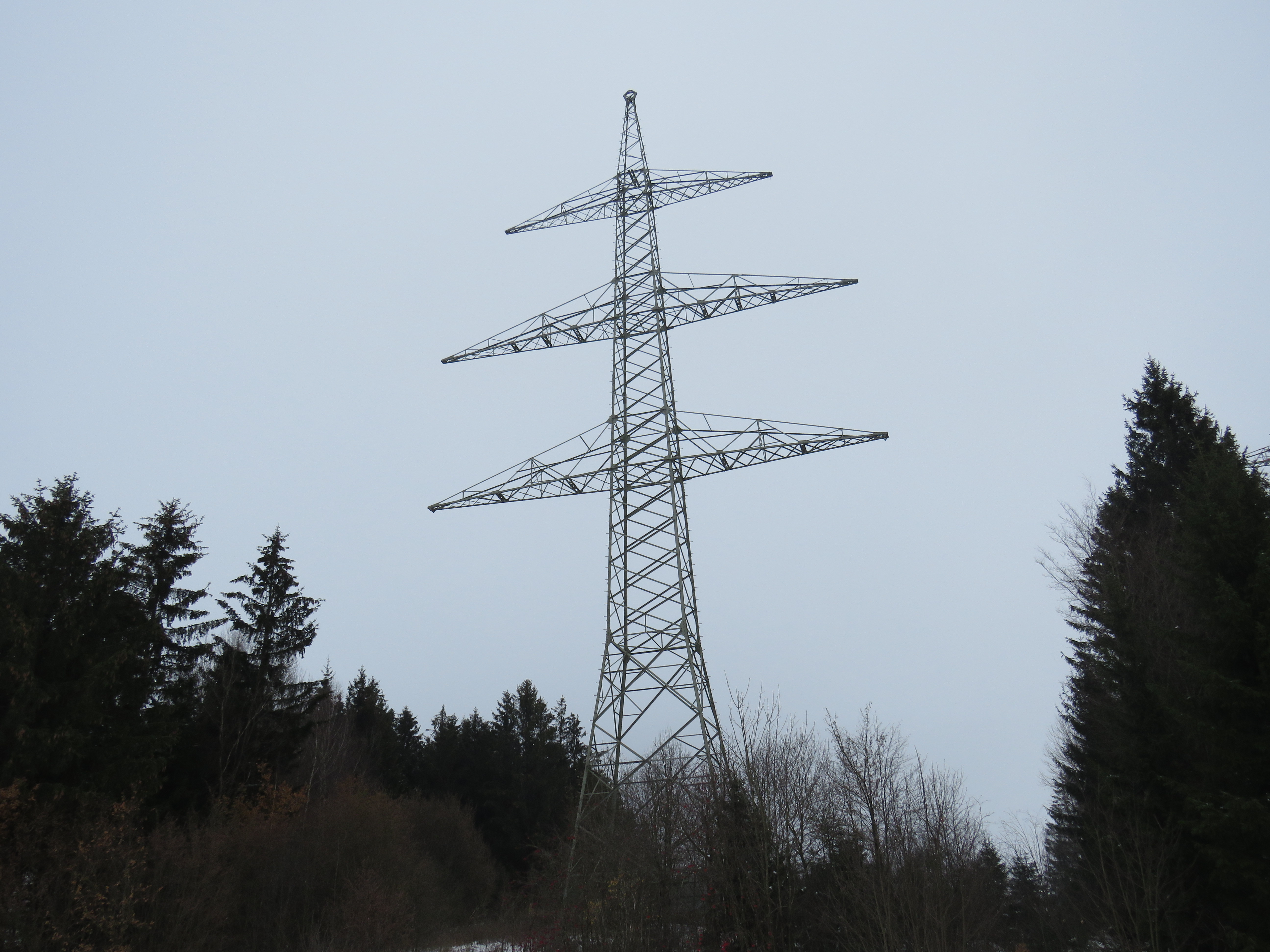
Alter Mast ohne Leiterseile, vor der Demontage

### Mechlenreuth – Bezirksgrenze Oberfranken/Oberpfalz
Der Antrag auf Planfeststellung wurde im Abschnitt Mechlenreuth – Bezirksgrenze Oberfranken/Oberpfalz am 28. November 2018 eingereicht. Die Vollständigkeitsprüfung im Abschnitt Mechlenreuth – Bezirksgrenze wurde am 18. April 2019 abgeschlossen, ab 10. April 2019 begann in diesem Abschnitt das Beteiligungsverfahren.

### Bezirksgrenze Oberfranken/Oberpfalz – Etzenricht
Der Antrag auf Planfeststellung wurde im Abschnitt Bezirksgrenze Oberfranken/Oberpfalz – Etzenricht am 29. November 2018 eingereicht. Das Beteiligungsverfahren im Abschnitt Bezirksgrenze Oberfranken/Oberpfalz – Etzenricht begann am 6. Mai 2019.

### Abschnitt Etzenricht – Schwandorf
Der Antrag auf Planfeststellung wurde im Abschnitt Etzenricht – Schwandorf am 29. Juni 2018 eingereicht. Der für den 30. März 2020 geplante Erörterungstermin für den Abschnitt Etzenricht – Schwandorf wurde aufgrund der COVID-19-Pandemie in Deutschland abgesagt.